# Peucedanum nodosum
Peucedanum nodosum är en flockblommig växtart som beskrevs av Carl von Linné. Peucedanum nodosum ingår i släktet siljor, och familjen flockblommiga växter. Inga underarter finns listade i Catalogue of Life.